# Čojluk
Čojluk – wieś w Chorwacji, w żupanii licko-seńskiej, w gminie Udbina. W 2011 roku liczyła 11 mieszkańców.